# Hrvatska Kostajnica
Hrvatska Kostajnica je grad u Hrvatskoj.

## Gradska naselja
Grad se sastoji od 7 naselja, to su: Čukur, Hrvatska Kostajnica, Panjani, Rausovac, Rosulje, Selište Kostajničko i Utolica.

## Zemljopis
Hrvatska Kostajnica je grad na Banovini (Sisačko-moslavačka županija). Smješten je u središnjem djelu hrvatskog Pounja, podno Zrinske gore. Grad je nastao na otočiću usred rijeke Une, a glavnina naselja pruža se uz lijevu obalu rijeke. Ime potječe od riječi "kostanj", što je jedna od starijih varijanti hrvatske riječi "kesten".
Kroz Hrvatsku Kostajnicu prolaze važni prometni smjerovi (cestovni i željeznički) prvenstveno dolinom rijeke Une prema jugu.

## Stanovništvo

### Popis 2001.
Kostajnica i okolica 
- broj stanovnika = 2746[4]
  - Hrvati: 77,02 %
  - Srbi: 15,77 %
  - Bošnjaci: 0,87 %
  - Ostali: 4 %

### Popis 1991. (prijeratna općina Kostajnica)
ukupno: 14.851
- Srbi – 9343 (62,91 %)
- Hrvati – 4295 (28,92 %)
- Jugoslaveni i ostali – 1213 (8,16 %)

### Nacionalni sastav grada Kostajnice (naseljenog mjesta)
Podaci Državnog zavoda za statistiku
| godina popisa | ukupno | Srbi           | Hrvati         | Jugoslaveni   | ostali       |
| ------------- | ------ | -------------- | -------------- | ------------- | ------------ |
| 1991.         | 3480   | 1889 (54,28 %) | 1087 (31,23 %) | 264 (7,58 %)  | 240 (6,89 %) |
| 1981.         | 3159   | 1374 (43,49 %) | 1023 (32,38 %) | 639 (20,22 %) | 123 (3,89 %) |
| 1971.         | 2431   | 1104 (45,41 %) | 1120 (46,07 %) | 110 (4,52 %)  | 97 (3,99 %)  |

### Popis stanovništva 1910. godine
Prema popisu stanovništva iz 1910. godine tada Kostajnica je imala 2090 stanovnika, od čega 1629 Hrvata, 363 Srbina, 31 Nijemca, 18 Mađara, 5 Slovaka i 34 ostalih. Prema vjeroispovjesti katolika je bilo 1689, a pravoslavaca 364.
| broj stanovnika | 3377  | 3178  | 3651  | 3458  | 3690  | 4000  | 3724  | 4121  | 3940  | 4226  | 4211  | 4453  | 4720  | 4996  | 2746  | 2756  | 1879  |
|                 | 1857. | 1869. | 1880. | 1890. | 1900. | 1910. | 1921. | 1931. | 1948. | 1953. | 1961. | 1971. | 1981. | 1991. | 2001. | 2011. | 2021. |

| broj stanovnika | 2093  | 2090  | 2557  | 2093  | 2063  | 2090  | 1875  | 2039  | 1797  | 1955  | 2080  | 2431  | 3159  | 3480  | 1993  | 2127  | 1439  |
|                 | 1857. | 1869. | 1880. | 1890. | 1900. | 1910. | 1921. | 1931. | 1948. | 1953. | 1961. | 1971. | 1981. | 1991. | 2001. | 2011. | 2021. |

## Povijest
Najstariji pisani dokumenti koji govore o Kostajnici i njenoj okolici su isprave koje knezovima Vodičkim (1200.) kasnije knezovi Babonići – Blagajski pišu ugarsko-hrvatski kraljevi. Knezovi Vodički tijekom 13. stoljeća proširuju svoje posjede na područje između Une, Žirovca, Zrinske gore te Hrvatske Kostajnice. Godine 1218. godine Andrija II. potvrđuje knezovima Babonićima prava i posjede u Pounju.
Prvi put u povijesti Kostajnica se spominje 1240. godine, u ispravi meštra templarskog reda u Dubici, a kojom se potvrđuje kupovina neke zemlje u dubičkom kotaru. Opisujući zemlju, isprava govori da njena međa "... dolazi do puta koji iz Kostajnice vodi u Dubicu..."
U ispravi hrvatsko-ugarskog kralja Bele IV. od 4. srpnja 1258. godine ponovno se spominje Kostajnica u sporu oko zemlje. Isprava rješava spor koji je nastao zbog zemlje koja se zove Kostajnica, a spor je nastao zato što neki podložnici dubičkog kastruma tvrde, da je kostajnički građanin Hutinka zaposjeo tu zemlju Kostajnicu silom, po smrti kralja Kolomana. Hutinka tvrdi obratno, da je tu zemlju uživao već za kraljeva života i sve do sada u miru. Kralj povjerava rješavanje problema zagrebačkom Kaptolu, a njihov čovjek ispitavši slučaj na licu mjesta, rješava ga tako da je Hutinka vratio sam dio te zemlje Dubičanima. Između njihovih posjeda određene su međe.
Isprava hrvatsko-ugarskog kralja Stjepana iz 1272. godine potvrđuje ispravu kralja Bele IV. iz 1258. godine što su tražili Hutinkini sinovi, plemići Marin, Petar i Ivan.
Ban Ivan, 11. travnja 1324. godine Dioniziju Kostajničkom daje neki posjed Grdjen, a isprava Dionizija naziva magistrom (visoki kraljevski službenik). On je "sin Petra kostajničkog" ili od Kostajnice, očito sin Petra, kojeg spominje isprava iz 1272. godine, sina Hutinkova.
Ponovni spor oko zemlje događa se 1351. kojeg rješavaju svjetovna i duhovna vlast u Dubici. Spor je nastao zato što su Benko i Matija sa svojim ljudima i rođacima magistra Ivana, sina Dionizija Kostajničkog, nanijeli nekim dubičkim građanima dosta veliku šetu na posjedu Gorica. Spor rješava Zagrebački kaptol 1352. tako da su Petar i Nikola knezovi Kostajnički zamijenili neke svoje zemlje za zemlje nekih dubičkih građana.

### Borbe s Turcima 1556. – 1562.
Bosanske su se paše više puta trudili da osvoje koji hrvatski grad na rijeci Uni. Odande bi mogli lakše provaljivati u područje rijeke Kupe i njenih pritoka. Na proljeće 1556. posjedao je bosanski paša gradove Kostajnicu i Krupu na Uni. Ovi gradovi pripadali su banu Nikoli Zrinskom koji je njihovu obranu prije nekoliko godina povjerio kralju Ferdinandu. U te je gradove kralj postavio svoje posade koje su bile nedostatne za obranu od Turaka.
Ali Zrinski je po svojim uhodama na vrijeme doznao namjere turske te je u Kostajnicu i Krupu na Unu postavio i svoju vojsku. Samo tako spasiše se ovaj put spomenuti gradovi od pada pod sultanovu vlast.
U ljeto 1556. Nikola Zrinski spema se na polazak u južnu Ugarsku, gdje ga je bio pozvao kralj da pomogne obraniti Siget od turske opsade.
Uhode o ovome javiše bosanskom paši i stade se Ulama-paša iza toga dogovarati s Malkoč-begom hercegovačkim i s kliškim zapovjednikom. Stvoriše odluka da će na Kostajnicu navaliti, čim Zrinski otiđe u južnu Ugarsku. S velikom vojskom bosanski paša 16. srpnja 1556. stiže pred Kostajnicu. U gradu se doduše nalazila posada, ali bez zapovjednika. Kapetan Pankracije Lusthaller, komu bijaše povjerena obrana Kostajnice, dogodio se upravo onda s nekim časnicima u Steničnjaku na gozbi. Posada kostajnička pokuša se braniti, no Turci bijahu nerazmjerno mnogobrojniji.
Jedni se dokopaše gradskih vrata i počnu ih rušiti, dočim se drugi po ljestvama uspeše na zidine gradske. Za čas bijaše Kostajnica puna Turaka, koji su branitelje sasjekli bez velike borbe. Tako dođoše Turci uz male žrtve do najtvrđeg bedema hrvatskog na rijeci Uni.
Narod stade proklinjati kapetana Lusthallera, koji da izmakne kazni pobježe iz Hrvatske k paši bosanskomu, koji ga je lijepo primio. 
A kod nas se stalo pripovijedati, da je Lusthaller za 2000 dukata izdao Turcima grad Kostajnicu, otišavši iz njega namjerice u Steničnjak. Prodao ga je 23. srpnja 1556. godine.

#### Domovinski rat
Hrvatska je Kostajnica došla na udar velikosrpskih snaga u ranoj fazi Domovinskog rata. S obzirom na ishod obrane i brzinu pada, general Janko Bobetko zaključio je u svojoj knjizi Sve moje bitke da je "izdana i nikakve objektivne mogućnosti ne opravdavaju one koji su izjavljivali ili izjavljuju da se Kostajnica nije mogla braniti".

## Gospodarstvo
Pounje d.d. Hrvatska Kostajnica

## Poznate osobe
- Davorin Kajić, visoki časnik u JRM
- Svetozar Pribićević, političar i publicist
- Josip Marić, kapelan, župnik i kanonik
- Svetozar Borojević, austro-ugarski vojskovođa
- Davorin Trstenjak, učitelj
- Ivan Kitonić, pravnik, zastupnik Hrvatskoga Kraljevstva na mirovnim pregovorima
- Milislav Demerec, znanstvenik
- Antun Vakanović, političar
- Martin Katičić, saborski zastupnik, utemeljitelj društva prijatelja Zrina
- Krešimir pl. Miskić,  suosnivač prvoga nogometnoga kluba u Hrvatskoj HAŠK-a 1903.
- Nikola Maraković, narodni heroj SFRJ

## Spomenici i znamenitosti
- Stari grad (UTVRDA) grofova Zrinskih na otočiću.[ime otoka]

## Obrazovanje
- Osnovna škola Davorina Trstenjaka
- Srednja škola Ivana Trnskoga

## Kultura
- Godišnja turističko-kulturna manifestacija Kestenijada
- Ogranak Matice hrvatske u Hrvatskoj Kostajnici[8]

## Šport
Od 1905. do 1995. godine u naselju je djelovao nogometni klub NK Mladost Kostajnica. Nakon Oluje, odnosno 1998. godine na temeljima NK Mladosti i NK Una Dubica u Hrvatskoj Dubici osniva se NK Una-Mladost Hrvatska Dubica.
2007. godine stanovnici naselja osnivaju NK Zrinski Hrvatska Kostajnica, ali se klub gasi početkom 2010. godine.